# Carl von Schwarz

Carl Freiherr von Schwarz, Lithografie

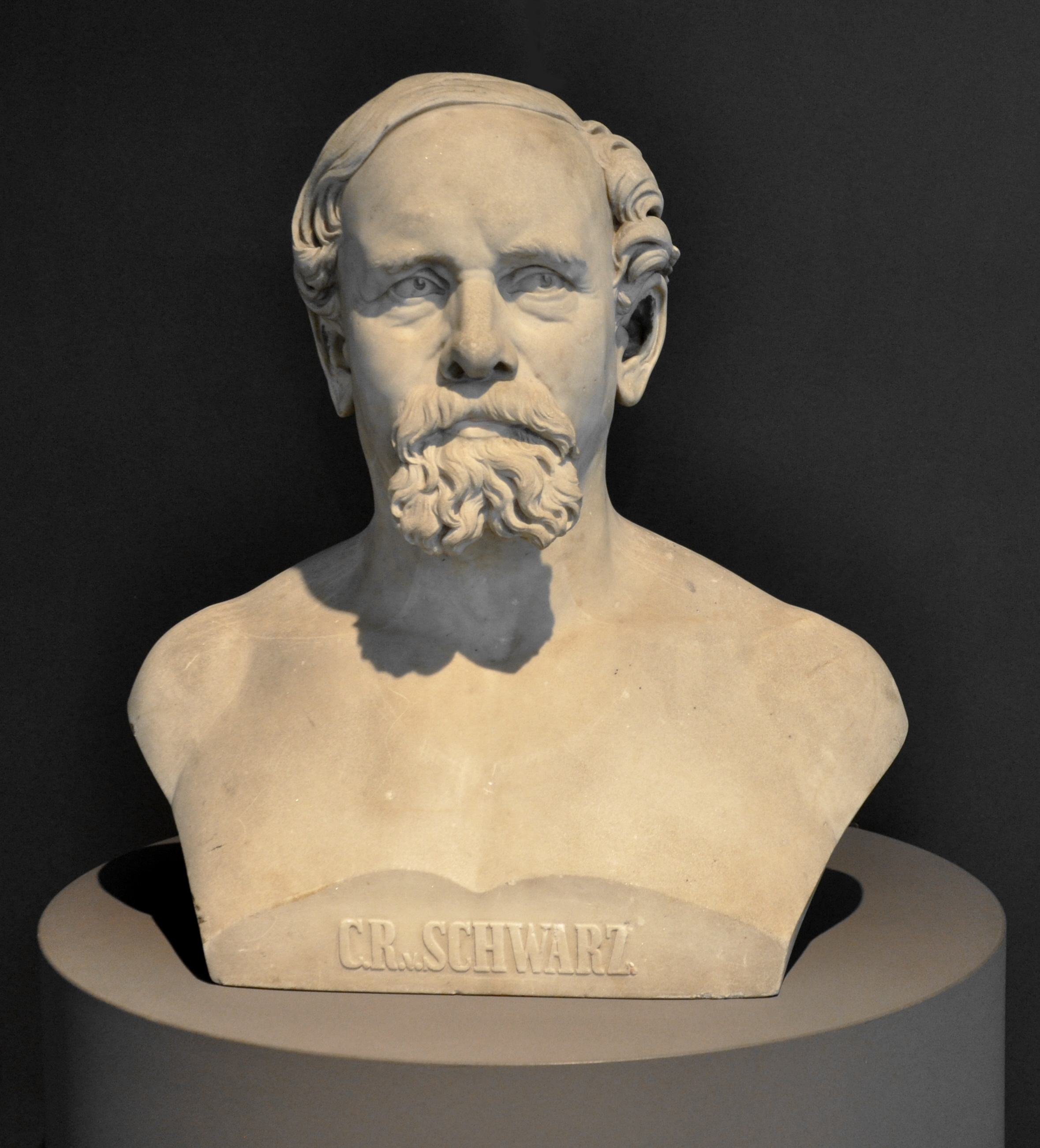
Büste Carl von Schwarz (Bildhauer: Franz Pönninger, 1871)

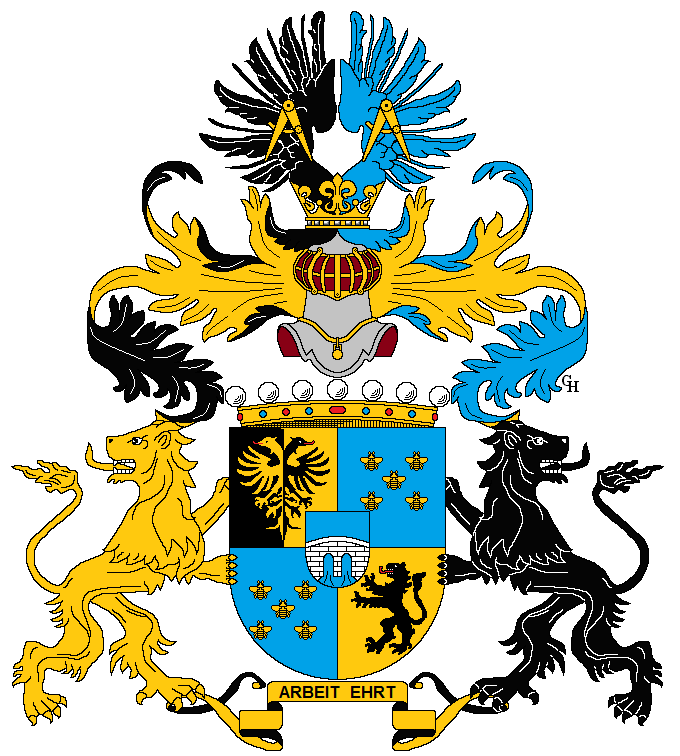
Freiherrenwappen des Carl von Schwarz

Carl Schwarz, auch Karl Schwarz, seit 1872 Carl Freiherr von Schwarz, (* 23. Juli (laut Pfarrmatrikel 23. Juni) 1817 in Söhle, Mähren; † 21. Oktober 1898 in Gnigl) war ein österreichischer Bauunternehmer.

## Leben
Carl Schwarz studierte nach einer Maurerlehre an der Technischen Akademie Olmütz. Von 1842 an war Schwarz – teils in Verbindung mit den Gebrüdern Klein, teils unabhängig – wesentlich am Ausbau des Eisenbahnnetzes in Österreich beteiligt, so z. B. beim Bau der Staatsbahnstrecken Olmütz–Prag und Prag–Bodenbach oder der Strecke Bochnia–Dembica. Auf seine Initiative erfolgte 1860 der Bau der Bahnlinie Hallein-Salzburg, wenige Jahre später war er maßgeblich an der Stadterweiterung von Salzburg beteiligt. In einem Vertrag mit der Stadt verpflichtete er sich zur Regulierung der Salzach, als Gegenleistung erhielt er die dadurch gewonnenen Grundstücke, die er dann weiterverkaufte. Am engen Flussbett und an der villenartigen Verbauung entlang der Salzach (Schwarzstraße, Imbergstraße) ist das Resultat dieses Vertrags noch heute ablesbar. Er errichtete 1857–1860 u. a. den Hauptbahnhof (Architekt Rudolf Bayer) und die Eisenbahnbrücke über die Salzach. Mit der Salzburg-Tiroler-Bahn (Giselabahn) schuf er schließlich eine innerösterreichische Ost-West-Verbindung durch die Alpen.
1872 legte Schwarz im Namen eines von ihm vertretenen Consortiums das Projekt für eine Eisenbahn von Wien über Laxenburg, Wiener Neustadt, Pitten, Aspang, Friedberg, Hartberg, Fürstenfeld, Gleichenberg, Radkersburg und Pettau an die steirisch-kroatische Grenze bei Stanoschina (Stanošina / Stanoschin) vor, das Anschluss an eine von dort über Agram an die bosnische Grenze bei Rovi zu führende Bahn mit einer Abzweigung von Radkersburg (Halbenrain) nach Spielfeld haben sollte. Für dieses Projekt wurde in der Folge die technisch-militärische Revision der beantragten Trasse angeordnet. Die Strecke wurde in den 1880er Jahren als Aspangbahn verwirklicht.
Schwarz, der auch als Mäzen tätig war, ließ etwa in Schärding – dem Endpunkt der von Schwarz in den Jahren 1875 bis 1877 errichteten Salzkammergutbahn – den ehemals auf dem Stadtplatz stehenden Hochstrahlbrunnen errichten und wurde 1884 zum Ehrenbürger der Stadt ernannt. 1869 wurde der durch Kaiser Franz Joseph nobilitiert und 1872 in den Freiherrnstand erhoben. Er starb 1898 und wurde auf dem Friedhof in Gnigl begraben.